# Elie Vannier
Pour les articles homonymes, voir Vannier.
Élie Vannier, né le 15 juin 1949 à Jaffa, est un ancien journaliste et homme d'affaires.

## Biographie
Né en 1949 , il passe son enfance et son adolescence dans les 15e et 20e arrondissements de Paris. Il obtient une maitrise de droit à Nice et un DEA de sciences politiques à l'Université Paris 1 Panthéon-Sorbonne. Il commence sa carrière de journaliste à RMC, avant de rejoindre RTL. Envoyé spécial permanent de RTL aux États-Unis, il devient ensuite rédacteur en chef de RTL et éditorialiste économique. Le 7 octobre 1980, il anime la première émission du Grand Jury sur RTL[réf. nécessaire]. De 1986 à 1988, il est directeur de l'Information d'Antenne 2.
Le 28 avril 1988, il présente aux côtés de Michèle Cotta, le débat télévisé du second tour de l'élection présidentielle, entre François Mitterrand et Jacques Chirac.
Ensuite, Élie Vannier devient directeur de la diversification du groupe métallurgique Strafor-Facom, avant d'être nommé à partir de 1991, directeur général de la filiale française de la banque Morgan, Grenfell & Co. (en) et administrateur-associé à Londres. En 1997, il rejoint le groupe d'optique de GrandVision, où il exerce diverses fonctions, dont celle de directeur général du groupe. Il est ou a été président ou administrateur de plusieurs entreprises, parmi lesquelles Promod, Delsey, Famar, Flamel Technologies, Global Collect, eFront et Ingenico, dont il préside le comité stratégique du conseil d'administration.
Parallèlement, il a été professeur à Sciences Po Paris, enseignant la « Stratégie et le développement international des entreprises » et président du Centre français pour l'étude du gouvernement d'entreprise. Élie Vannier est « Visiting Professor » à l'École de droit transnational de l'université de Pékin (en) à Shenzhen en Chine.
Il est également président du conseil d'administration du groupe de chimie Hovione (en) et, depuis 2022, administrateur de Robertet où il représente Maubert SA, actionnaire de contrôle.

### Vie privée
Marié, il est père de deux enfants, grand-père de 6 petites-filles, auteur de livres de jeux mathématiques, pilote d'avion et d'hélicoptère.